# Don Thompson (Leichtathlet)
Donald James "Don" Thompson (* 20. Januar 1933 in Hillingdon, London; † 4. Oktober 2006 in Frimley, Surrey) war ein britischer Leichtathlet und Olympiasieger.
Bei seiner ersten Teilnahme an den XVI. Olympischen Spielen 1956 in Melbourne lag er im 20-km-Gehen 5000 Meter vor dem Ziel auf Platz 5, als sein Kreislauf kollabierte, da er diese hohen Temperaturen im Gegensatz zu denen in seiner Heimatstadt nicht gewohnt war. Für die Olympischen Spiele 1960 in Rom bereitete er sich deshalb mit einem speziellen Training vor. Zu seinem normalen Straßentraining erfand er für sich ein zusätzliches Training: Thompson heizte regelmäßig sein Bad auf und füllte es mit Dampf, hatte also fast eine Sauna, und absolvierte sein Ausdauertraining.
So gerüstet ging er bei den Olympischen Spielen in Rom bei 30 Grad Außentemperatur und hoher Luftfeuchtigkeit an den Start im 50-km-Gehen, den er mit der Goldmedaille und 17 Sekunden Vorsprung abschloss, vor dem als Favorit gesetzten Schweden John Ljunggren (Silber) und dem Italiener Abdon Pamich (Bronze). Bei den XVIII. Olympischen Spielen 1964 in Tokio startete er in der gleichen Disziplin, erreichte aber nur Platz 10. Bei den Europameisterschaften 1962 in Belgrad gewann er die Bronzemedaille.
1990, im Alter von 57 Jahren, lief er seine persönliche Bestzeit über 50 km und lag in der britischen Bestenliste auf Platz 5. Im selben Jahr nahm er auch am alljährlich stattfindenden 100-Meilen-Gehen teil, das er mit einem respektablen 2. Platz in einer Zeit von 19:58:29 h abschloss.
Bei einer Körpergröße von 1,68 m betrug sein Wettkampfgewicht 58 kg.